# Канкаанпяа
Ка́нкаанпяа (фин. Kankaanpää) — город в провинции Сатакунта в Финляндии.
Численность населения составляет 12 131 человек (2011). Город занимает площадь 704,94 км², из которых водная поверхность составляет 15,37 км². Плотность населения — 17,59 чел/км².